# Degenhard Sommer
Degenhard Sommer (* 8. Dezember 1930 in Gerdauen; † 30. März 2020) war ein deutscher Architekt und Industriebauer.

## Leben
Degenhard Sommer, als Sohn eines Bauunternehmers im ostpreußischen Gerdauen, dem heutigen Schelesnodoroschny (Kaliningrad), geboren, konnte nach seiner kriegsbedingten Flucht sein Abitur 1951 in Eutin machen. Nach einer Maurerlehre studierte er Architektur an der TH Karlsruhe. Ein Fulbright-Stipendium ermöglichte ihm ein Studium bei Ludwig Mies van der Rohe am Illinois Institute of Technology in Chicago; mit dem Stipendium der Wyoming-Stiftung konnte er die USA bereisen. 1956/57 war er als Designer bei Skidmore, Owings and Merrill (SOM) in Chicago tätig. 1958 graduierte er in Karlsruhe bei Egon Eiermann. 1964 wurde er in Karlsruhe über „vorgehängte Wände als US-Erfahrung mit Curtain Walls“ zum Dr.-Ing. promoviert.
1959 war er Mitgründer des Unternehmens „Lenz Planen und Beraten Gesellschaft“, das mit 500 Mitarbeitern bis Mitte der Siebziger Jahre zu einem der größten Planungsbüros in Deutschland wurde. Wichtige Projekte von Sommer mit Lenz Planen & Beraten waren Industriegebäude für SINGER, IBM, BINDER MAGNETE, EFKA, SABA und das Rechenzentrum des Kernforschungszentrums Karlsruhe, das Rundfunkzentrum in Manila, der Schlachthof in Tananarive, Madagaskar wie ab 1974 mit seinem Büro „Planungsgruppe Prof. Sommer“ in Karlsruhe das „Europäische Forschungsinstitut für Teilchenphysik“ in Grenoble, Druckerei und Verlagsgebäude der „Deutschen Bibelstiftung“ in Stuttgart-Möhringen, eine Spinnerei und Weberei in Pelotas, Brasilien, Werke für Hewlett-Packard, IBM und Bosch sowie das „Mercedes Technology Center“ der Daimler-Gruppe in Sindelfingen, diverse Instituts und Funktionsgebäude im Kernforschungszentrum Karlsruhe.
1973 erhielt er einen Ruf auf die Professur für das neu gegründete Institut für Industriebau und interdisziplinäre Bauplanung an die TU Wien; zu dieser Zeit wurden auch Reinhard Gieselmann (1969), Justus Dahinden (1974) und Rob Krier (1976) berufen und Ernst Hiesmayr war Dekan der Fakultät für Bauingenieurswesen und Architektur. 2003 wurde er emeritiert. Seit 1994 war er Mitinhaber der S+P Planungsgruppe Prof. Dr. Sommer + Partner GmbH in Berlin.
International bekannt waren die „Internationalen Industriebau-Seminare“, die Sommer von 1980 bis 2000 in Wien veranstaltete. Degenhard Sommer war seit 1978 Mitglied der Wiener Sezession und gründete die „Österreichische Studiengemeinschaft für Industriebau“, die den österreichischen „Industriebaupreis“ verlieh. Er war Kopf der Arbeitsgruppe „Working Places and Commercial Spaces“ der Union Internationale des Architectes (UIA) in Paris. Im Conseil International du Batiment (CIB) leitete er den Bereich Industriebau. Insbesondere arbeitete er mit der deutschen Arbeitsgemeinschaft Industriebau (AIG) zusammen.

## Schriften
- Handbuch zur menschengerechten Gestaltung von Bürogebäuden, Wien 1977, ISBN 978-3-7035-0204-0
- Handbuch zur menschengerechten Gestaltung von Bürogebäuden. Teil 2: Einrichtung, Ausstattung, Arbeitsorganisation, Wien 1982, ISBN 978-3-7035-0256-9
- Industriebau: Die Vision der Lean company, Birkhäuser Verlag 1993, ISBN 978-3-76432-806-1
- mit Christoph M. Achammer: Industriebauten gestalten, Picus-Verlag Wien 1989, ISBN 978-3-85452-110-5
- mit  E. Beneder, S. Agricola, W. H. Eiffler: Industriebau Europa, Japan, USA, Birkhäuser Verlag 1991, ISBN 978-3-7643-2555-8
- mit Toshitaka Asao: Industriebau: Radikale Umstrukturierung, Birkhäuser Verlag 1993, ISBN 978-3-7643-2806-1
- mit H. Stöcher, L. Weißer, L. Eiber: Ove Arup & Partners: Ingenieure als Wegbereiter der Architektur - Engineering the Built Environment Philosophy, Projects, Experience, Birkhäuser Verlag 1994, ISBN 978-3-7643-2954-9
- mit B. Holletschek, L. Weiber: Architektur für die Arbeitswelt: Neue Bauten für Industrie und Gewerbe in Österreich, Birkhäuser Verlag 1996, ISBN 978-3-7643-5162-5
- mit Johannes Uhl: Industriebau Markt Macht Stadt: Praxisreport, Vincentz Hannover 1997, ISBN 978-3-87870-369-3